# 好运的一天 (小说)
《好运的一天》（韓語：운수 좋은 날，也译为幸运的一天），韩国作家玄镇健于1924年6月在杂志《开辟》上发表的一篇现实主义短篇小说。描述了日本帝国主义殖民统治下，朝鲜人民困苦的生活。该小说被编入了韩国初中三年级的语文教科书中。

## 小说梗概
主人公金佥知（김첨지）是一个人力车夫，他妻子已经患病十多天了，而三岁孩子还在等着吃奶。这一天，天气不好，但金佥知为养家还是去拉车了，一天里他很幸运地拉到了好几位客人，赚了比平时多很多的钱，而当他买了妻子最爱的先农汤回到家中时，却发现妻子已经过世了。